# Pyrrolizidine
La pyrrolizidine est un composé organique hétérocyclique, formé schématiquement de deux cycles pyrroles accolés. C'est la forme hydrogénée de la pyrrolizine. C'est la structure centrale des alcaloïdes pyrrolizidiniques. 
Étymologie : Gr, pyrrhos, "rouge".